# Михилци
Михилци е село в Южна България. То се намира в община Хисаря, област Пловдив.

## География
Селото се намира в южните поли на Същинска Средна гора близо до пролома на р. Стряма, разделящ Същинска от Сърнена Средна гора.

## История
Интересна история има Михилци, както е интересно и името му. Местното население, а и околните селища го наричат Милци (а на подбив също и Милано), а населението му – м̀илчани. Някои изследователи посочват за възможен вариант за възникването на името Милци, като съкратена форма от „богомилци“, което обаче е малко вероятно, да не кажем невероятно. Името Михилци започва да се изписва след 1934 г., когато Дирекция на Обновата му дава официално това име. В османски регистър от 1576 г. селото е записано като „Михаиллу“, а също и като Дерезлу, но не става съвсем ясно дали не са изписани имената на две от седемте съставни махали на селото, а те били именно:1) Дележанка; 2) Кръстевец; 3) Дерезлий (посоченото по-горе Дерезлу); 4) Павлевец; 5) Дурманка или наричана още и Спасова църква; 6) Баташки рът, и 7).............(името на седмата махала не е запомнено, но се знае мястото ̀ѝ, и че действително е съществувала). В околностите на селото има три гробища:1) на „Гешовец“;2) на „Пеев кръст“; 3) на „Св. Георги“. До около 1890 г. милчани се погребвали в църковния двор, но след това създали описаните по-горе гробища, в които започнали да се погребват. Около 1700 г. в селото идва и се заселва голяма група бежанци от Чипровци, след разгрома на Чипровското въстание в 1688 г. Тези преселници се скитали и заселвали в Стрелча и изчезналото днес село Йъхишлу (в землищата на дн.Слатина и Христо Даново), но вследствие на притеснения от тамошни турци се изселват масово в Михилци образувайки 2 – 3 махали, по-малка част във Войнягово от 6 – 7 рода (една махала), и няколко рода в Черноземен. Тази е причината милчани да говорят на западнобългарски диалект, по-точно на „у“-говор, който са опазили доста добре. Милци е единственото село в околността говорещо на западнобългарски диалект. Прословутия милчански израз: „Дойко ти св̀ира, Петър ти ̀игра, Иван ти б̀учи н̀ожи в тавани“ дава най-добър поглед върху диалекта на Михилци. По време на кърджалийските размирици в края на XVIII век пръснатите махали се принудили да се съберат и приберат за по-добра охрана и отбрана, и така се събират на мястото на днешното село, като се поделят на две части: по-високата „Рокалица“, откъдето наблюдавали за задаваща се опасност и при такава „рокали“ (викали), и долната махала „Чуйвица“ (където чували предупреждението за бягство). Така възникнало днешното село на днешното място. Милчани в миналото били прочути фурнаджии (хлебопекари). Поради бедната и неплодородна почва на Михилци, която не можела да изхранва нарасналото население, голяма част от него имигрирала в началото на ХХ век по по-големите градове, където основно се препитавала чрез фурнаджийство (хлебопекарство), което е причина околните села да наричат милчани „фурнаджиите“.

## Културни и природни забележителности
Храм „Свето Възнесение Господне“ или „Свети Спас“ – Историята на храма е не по-малко интересна от тази на селото. Почти до средата ХIХ населението на Михилци не се придържало към установените канони на православието, а извършва своеобразни полу-езически полу-православнохристиянски служби и треби под един вековен дъб, който се намирал на мястото на днешната църква. „Службата“ се служила от един старец, който не бил дори духовно лице, и който извършвал такива езически обреди като: „комкване“ (причастяване) с вода събирана от подрязани лози, „пречистване“ чрез прескачане на жарава и др. Мъжете стояли с шапки на глава и пушели с лулите си тютюн по време на „службата“, а жените си говорели като на пазар. Пловдивският владика, който бил на посещение по една случайност в селото, се ужасил като видял всичко това и повикал карловският забитин (полицейски началник) и мютевелият (управителя на вакъфа на Куршум джамия в Карлово) за да вземат решение как да оправят това положение. Забитинът събрал цялото население и му поставил условие - или владиката ги покръства наново и ги наставлява духовно, или мютевлият довежда ходжа да ги прави мюсюлмани и да ги наставлява духовно. Да си изберат сами. Милчани, като видели, че работата отива на зле, приели да ги кръсти владиката и по негово настояване приели да отсекат дъбовото дърво и на това място да построят църква. Мютевлият подарил една кория (гора), която била собственост на вакъфа, да я осекат милчани за дървен материал за църквата. И така със средства събрани от селото, помощи от пловдивския митрополит и дарението на карловския мютевелия била построена църквата „Св. Спас“, която в 1878 г. по времето на Освободителната война турците опожарили.
В 1881 г. селяните събрали наново средства и построили сегашния храм „Възнесение Господне“ и в 1883 г. църквата била осветена от епископ Гервасий Левкийски.

## Редовни събития
Събор се провежда всяка година на 15 август-Голяма Богородица.

## Личности
- Васил Михилски - участник в Четата на Таньо войвода през 1876.

1. ↑  www.grao.bg